# Industrias Kaiser Argentina
Industrias Kaiser Argentina S.A., IKA – argentyński producent samochodów. Firma została założona w 1955, w prowincji Córdoba jako spółka joint venture pomiędzy rządem argentyńskim i amerykańskim przedsiębiorstwem Kaiser Motors.

## Historia
Na początku lat 50. XX wieku duży import samochodów sklonił argentyński rząd Juana Domingo Peróna do zainteresowania się możliwością uruchomienia produkcji w ich kraju. Wysłał więc delegacje w celu znalezienia firm, zainteresowanych taką współpracą, ale wobec słabego rozwoju technologicznego kraju nie znalazł chętnych. W tej sytuacji postanowiono zbudować własne zakłady na bazie rządowego przedsiębiorstwa z branży lotniczej i mechanicznej – IAME.
W tym czasie amerykański producent samochodów Kaiser Motors przejął znaną z produkcji marki Jeep firmę Willys-Overland, wraz z jej nowym modelem osobowym Willys Aero. Niestety, nowy model nie poprawił wyników sprzedaży na rodzimym rynku i podjęto decyzje o zamknięciu wszystkich linii produkcyjnych samochodów osobowych, skupiając się jedynie na produkcji samochodów Jeep.
Kiedy w USA pojawili się agenci rządu Argentyny ze swoją ofertą wsparcia budowy fabryki, Kaiser jako jedyna firma zainteresowała się możliwością nawiązania współpracy. Umowę pomiędzy rządem Argentyny, przedsiębiorstwem Industrias Aeronáuticas y Mecánicas del Estado i firmą Kaiser Motors podpisano 18 stycznia 1955. Nową fabrykę wybudowano w mieście Santa Isabel, w prowincji Córdoba, przenosząc do niej wcześniej zamknięte linie produkcyjne samochodów Kaiser.

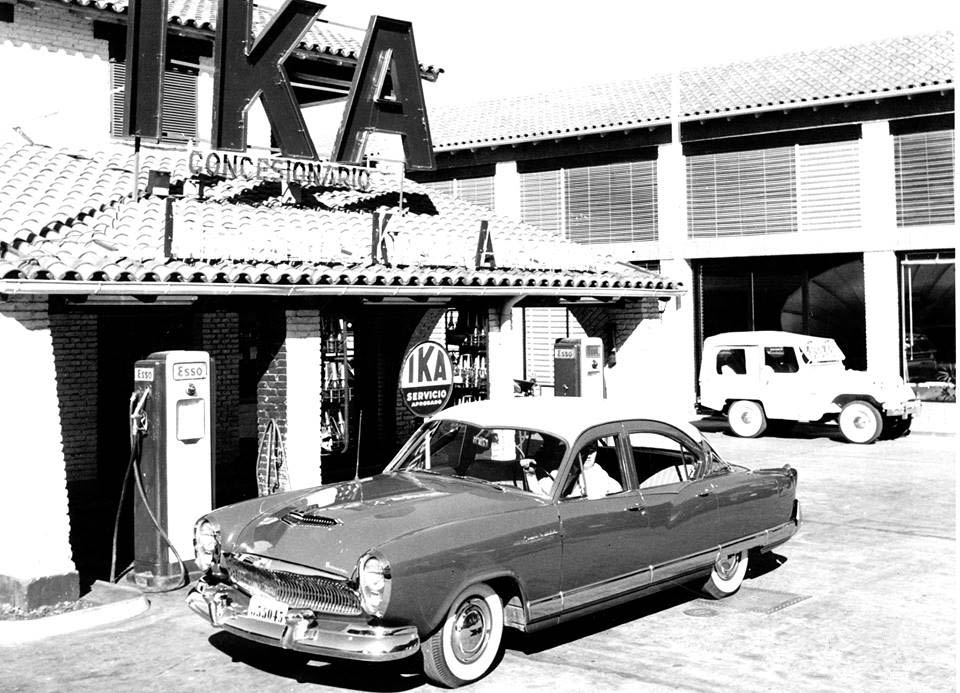
Kaiser Carabela przed salonem

Pierwszym produkowanym samochodem był bazujący na modelu Kaiser Manhattan, Kaiser Carabela. W kolejnych latach do produkcji weszły także modele, bazujące na licencjach samochodów Jeep, Alfa Romeo (model Alfa Romeo 1900 Berlina), nowego właściciela Kaiser Motors – American Motors Corporation (różne modele AMC Rambler) i Renault.
Współpraca z tą ostatnią firmą rozpoczęła się w 1959. Od tej pory firma była znana jako IKA Renault. Oficjalnie zmiana nazwy na  IKA Renault S.A. nastąpiła w 1967 po przejęciu większościowego pakietu akcji. Następnie w 1975 American Motors Corporation wycofał swoje udziały w IKA, a firma przekształciła się w Renault Argentina S.A.

## Modele
- Jeep IKA (1956-1978)

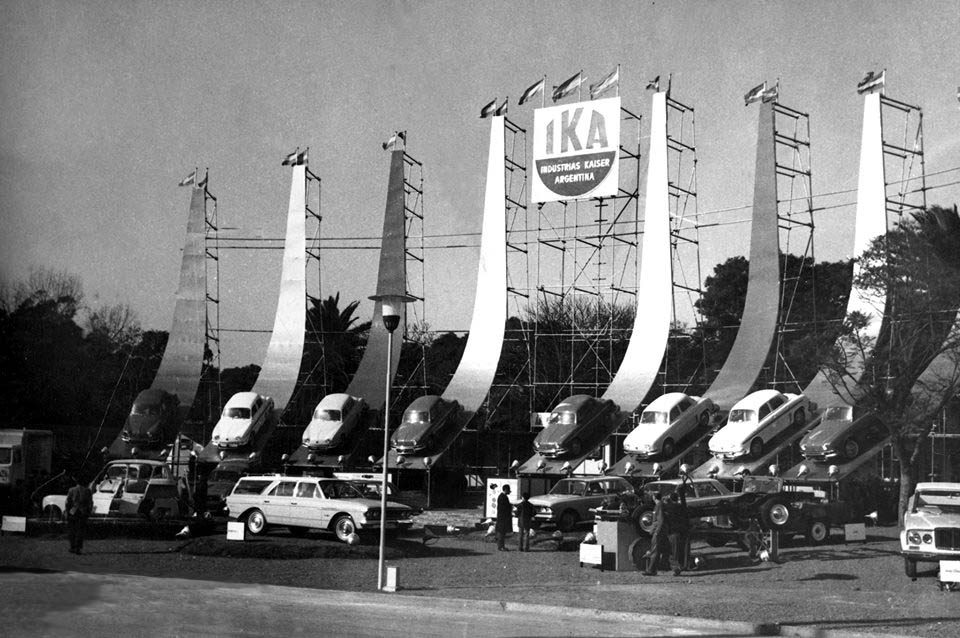
Samochody IKA na wystawie w 1964

- IKA Estanciera-Baqueano (1957-1970)
- Kaiser Carabela (1958-1961)
- Kaiser Bergantín (1960-1962)
- Renault Dauphine (1960-1970)
- Rambler Classic-Ambassador (1962-1972)
- Jeep Gladiator (1963-1967)
- Renault 4 (1963-1987)
- IKA-Renault Torino (1966-1982)
- Renault 6 (1969-1984)
- Renault 12 (1970-1995)